# マイ・シャローナ
「マイ・シャローナ」（My Sharona）は1979年に発売された、ザ・ナックのデビュー・シングル。「ビルボードホット100」で5週連続1位を獲得、1979年を代表するヒットナンバーとして知られる。日本でも1979年8月20日に東芝EMIから発売され、オリコン・シングルチャートでは邦楽に混じり、最高26位を記録するスマッシュヒットとなった。

## 曲の概要
この曲の有名なリフは、バンドのギタリスト、バートン・アヴェールがザ・ナックに加わる前に作ったものである。リード・ボーカルのダグ・フィーガーによると、彼は当時17歳のシャローナ・アルペリンという少女に出会い一目惚れし、彼女のことを考えるうちにこのリフが浮かんだ。2人はそこから曲を構成し、メロディを造った。曲のきっかけとなった少女、シャローナ・アルペリンはカリフォルニア州ロサンゼルスで不動産仲介人をしている。
この曲の明るくドライブする、Gのオクターブを主体としたベースラインは多くのベース奏者の演奏に登場し、しばしば素晴らしい演奏テクニックの例として挙げられる。

## カヴァー
フー・ファイターズのデイヴ・グロールはことある毎に彼のお気に入りの曲として挙げており、彼が以前在籍していたバンドニルヴァーナのライブでカヴァーしていた。
Run-DMCの「It's Tricky」は、ベースとギターのリフをネタにして作られており、ほぼカヴァー・ラップになっている。
日本においては1989年、JUN SKY WALKER(S)とユニコーンがジョイントし、NHKのクリスマス特番でこの曲のカヴァーを披露したことがある。双方のメンバーが全員参加となったため、ギター5本（宮田和弥はギター、阿部義晴はヴォーカル兼ギターとして参加）にツインドラムという豪華な編成となったが、なぜかベースは堀内一史だけが演奏し、寺岡呼人は何もせずに腕組みしたまま立っているだけであった。
近年では、ロックバンドPOLYSICSがこの曲をカヴァーしている他、L⇔Rの黒沢健一らで結成されたMOTORWORKSのライブでも演奏されるなどしている。

## その他
2005年には当時のアメリカ合衆国大統領、ジョージ・W・ブッシュのiPodのプレイリストに収められていることで注目を集めた。
映画『パルプ・フィクション』にて元々、タランティーノは質屋でのマーセラスの拷問シーンで、この曲を流す予定だった。しかし、同じ年公開の映画『リアリティ・バイツ』に使用されていたため、曲の変更を余儀なくされた。
音楽プロデューサーのクインシー・ジョーンズは、マイケル・ジャクソンの1982年のアルバム『スリラー』に力強さを与えるため、ブラック・バージョンのマイ・シャローナを望んだ。
映画では、1994年にウィノナ・ライダー主演の『リアリティ・バイツ』の挿入歌として、『SUPER8/スーパーエイト』のエンディング曲として、2016年に『エブリバディ・ウォンツ・サム!! 世界はボクらの手の中に』の挿入歌として採用された他、テレビ番組では『雨上がり決死隊のトーク番組アメトーーク!』のテーマ曲や、かつては『真剣10代しゃべり場』のオープニング曲となっていたこともある。さらにエド・はるみがネタでこの曲を使用したり、1990年代にはアンドレ・アガシが出演したマツダ・ファミリアのCM曲としても採用されるなど、ファンのみならず、現在に至るまで広く親しまれている。